# Éric Vassal
Éric Vassal, né en 1961 à Paris, est un photographe, peintre, sculpteur, graveur et plasticien français.

## Biographie
Depuis la fin des années 1990, le travail d'Éric Vassal s’est développé à travers un dialogue constant entre la sculpture, la peinture, l’estampe et la photographie. 
En 1998, la première exposition importante a lieu à la galerie AMG à Paris, depuis l'artiste a réalisé plus de 40 expositions personnelles dans des musées, fondations, centres d’arts, galeries d’art contemporain en France et à l’étranger : Fondation Hewlett Packard - Centre d’Art en L’Ile (Genève) - Musée d’Art et d’Archéologie (Aurillac) - Musée Barrois (Bar-le-Duc) - Art Paris - Muséum d’histoire naturelle (Perpignan) - Galerie Ami Kanoko (Japon) - Musée et Abbatiale (Bernay) - Biennale internationale de Gravure avec la Délégation aux arts plastiques (Italie)…
Ses œuvres font partie des collections nationales et de nombreuses collections privées en France, Suisse, Italie, Hollande, USA, Japon.

## Formation
Ancien élève de l’École du Louvre, des Beaux-Arts de Paris, de l’École supérieure des arts graphiques Penninghen et de l’atelier 17. L’artiste a été l’élève durant ses études du graveur Stanley William Hayter et du sculpteur César.

## Presse, édition, publicité (1982-1998)
Il vend son premier dessin de presse en 1982 au journal Télérama, puis il ne cesse de travailler pour des journaux prestigieux comme : Le Monde, Science & Vie, La Croix, Le Figaro Magazine et plusieurs autres journaux et magazines français et étrangers. 
Il a également réalisé plusieurs affiches pour de grandes sociétés ou institutions comme l’Office National des Forêts (ONF - 25 années Grandeur Nature), La Ville de Paris (Le jardin des enfants aux Halles), ainsi que de nombreuses couvertures pour l’édition : Presses Universitaires de France (PUF), Gallimard…. 

## La carrière de plasticien
En 1998 Éric Vassal décide de se consacrer à son œuvre personnelle et abandonne tout travail de commande. 
Il développe à partir de cette date une œuvre singulière mettant en évidence le lien qui peut exister entre une œuvre contemporaine et sa mise en perspective avec l’Histoire : le geste premier, l’art premier, les pétroglyphes mais également des techniques inspirées de la Renaissance comme la tempera. Éric Vassal réfléchit au lien que l’œuvre d’art entretient avec l’espace ou le lieu qui l’accueille. Les œuvres sont comme des signes placés dans l’environnement collectif. Il prend en compte l’architecture, l’histoire ainsi que le déplacement du spectateur : « Il m’arrive souvent d’impliquer le public au cœur même de l’œuvre en réinventant des parcours artificiels au sein même des aires d’exposition : visiteur, installation et espace se confondent ! Dans chacune de mes interventions, domine l’idée de prolongement, prolongement de l’espace d’exposition, prolongement de l’histoire du lieu et prolongement de l’histoire de l’art.  Il y a un déplacement de la peinture ou de la sculpture traditionnelle, qui quitte la toile ou le socle afin d’investir le mur, le sol, le plafond. J’utilise le volume, la peinture, parfois des projections vidéo, l’espace devient alors comme une toile en trois dimensions.»

## Les premières années

### SérieAnamnèseet série Chaînage

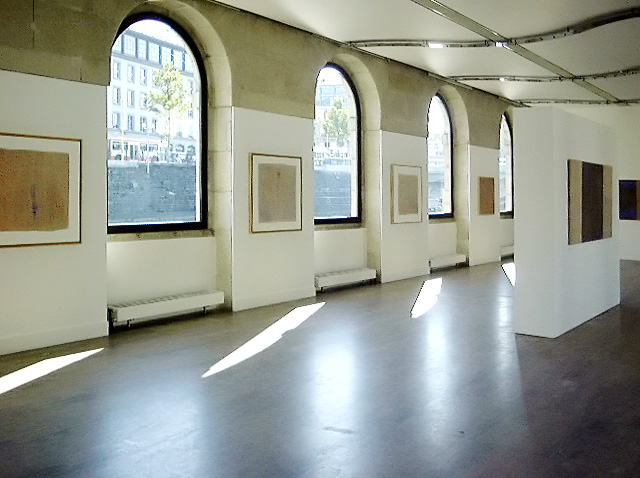
Genève 2001. Exposition Éric Vassal.

Le peintre entaille le bois jusque dans ses entrailles, il a recours à une technique singulière mêlant gravure, peinture et détrempe. Faille de couleur, mouvement, étonnante perception que ce travail où l'on ne sait où poser les yeux, ni par quoi commencer. Il y a ici comme une inversion des espaces familiers : le dessus  devient le dessous, le dessous le dessus, l'extérieur l'intérieur. Les murs disparaissent derrière les tableaux, raccordés qu'ils sont à l'œuvre par de larges marges blanches débordant sur les côtés, troublant notre sensation de la couleur, envahissant notre regard d'un crépitement de matières. Telle serait la dialectique du tableau pour l’artiste, un inconscient de l'espace et du lieu.

### Série Puzzle

Issoire. Exposition 3 Dimensions. Éric Vassal 2005

La série Puzzle tend à concilier trois modes d’expressions : la gravure, la peinture et la sculpture.  La gravure, s’affirme par la multiplicité des entailles et des lignes gravées à l’aide de burins et de gouges ; la peinture, par l’application de grands aplats de couleurs - dialoguant avec la vibration des parties incisées -  enfin la sculpture, se révèle par la prise en compte dans le processus créatif, du déplacement de l’observateur, amenant plusieurs points de vue sur l’œuvre.
«La série Puzzle, est une manière de revisiter le monde, assemblage de formes, casse-têtes improbables, énigmes… A l’image des vrais puzzles qui permettaient de découvrir la géographie, en réassemblant des parties de cartes existantes. Le spectateur est invité à pénétrer dans le tableau, à découvrir des continents imaginaires, émergeant d’océans de couleurs.»

### Labyrinthe
La série Labyrinthe prolonge les séries Anamnèse et Puzzle, l’artiste a choisi une extrême économie de moyen en ayant recours qu’à de simples lignes gravées dans la matière.  Les lignes se croisent et s’entrecroisent, évident de petites surfaces qui jouent avec la lumière naturelle et le déplacement du spectateur. Le support de création est monochrome (pigment naturel) ou réalisé sur des panneaux de hêtre, assemblés en amont, prenant en compte les teintes naturelles du bois dans le processus de création final.

### Graffiti et Sculpture Plane
Les couleurs et les formes s’équilibrent, elles sont organisées par relation, réciprocité ou opposition, créant une composition, où l’équilibre des forces dynamiques est maîtrisé avec grande intelligence. L’artiste privilégie une gamme chromatique délibérément succincte, bleue, rouge, noire, jaune…
Son travail s’organise en deux temps, une phase intuitive où il dessine des esquisses, puis une seconde phase où il réalise le tracé définitif à la mine graphite ou à la craie blanche. A l’aide de gouges de sculpteur, il incise le bois, les aplats successifs de couleur sont posés à main levée pour obtenir des formes nettes. Il travaille au compas, au tire-ligne et par système de caches.
Les œuvres évoluent dans l’espace à trois dimensions, visibles sous divers angles, elles découpent et structurent l’espace architectural, un espace à l’échelle humaine ou monumentale.

## Les années récentes
Éric Vassal explore de plus en plus le lien entre espace et œuvre, réalisant des œuvres monumentales au sein de lieux patrimoniaux et institutionnels : château de Monbazillac, Cloître Saint-Louis (Avignon), Maison des Princes (Pont-Scorff), Domaine cathédrale (Cahors), Abbatiale (Bernay), Centre Nicolas Pomel (Issoire), chapelle des Pénitents (Chaudes-Aigues),  Eglise Saint-Vincent (Mérignac-Bordeaux)…  

### In situ- Tapis (installationwork in progress)
«Comme souvent dans mon travail, les œuvres sont pensées à la mesure des lieux qu’elles investissent.»'

L’installation «Tapis»  est une œuvre modulaire en réorganisation permanente : Work in Progress (depuis 2006) qui prend en compte l’espace, l’architecture et la lumière, afin de créer un dialogue intime entre une œuvre contemporaine et un monument historique, entre histoire de l’art et modernité. En effet, la structure «Tapis» présentée au sol fait objectivement référence à des éléments de l’antiquité. Elle s’inspire librement de la mosaïque de la jonchée - Cherchell IVe après J.-C.-  en reprenant des éléments qui évoquent un déploiement de feuillages, éparpillés sur le sol. Un échange subtil s’opère avec la lumière naturelle du monument en dédoublant la pièce par un jeu complexe d’ombres portées.  L'ensemble de l'installation réécrit l'espace et amène le visiteur à avoir un nouveau regard sur l'architecture du site.

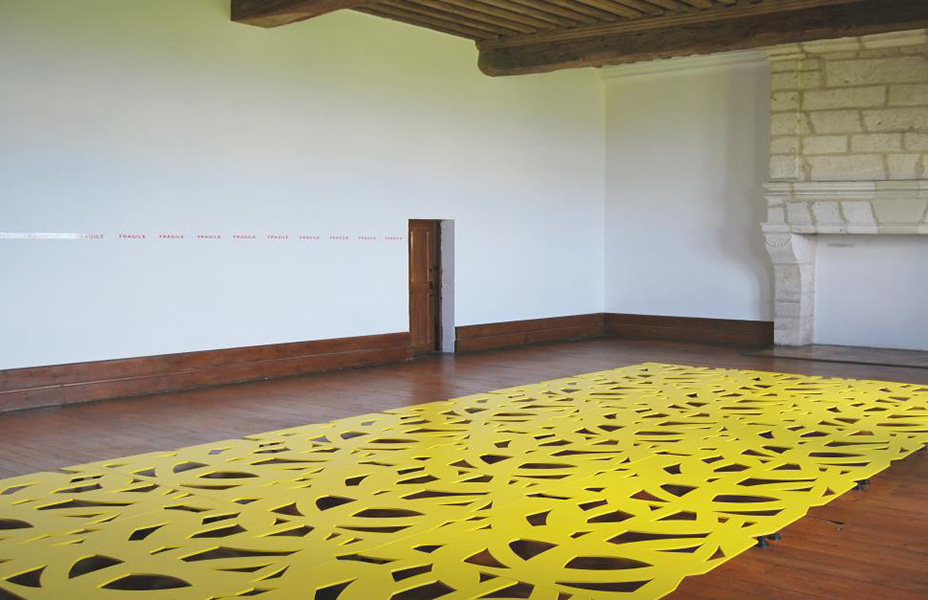
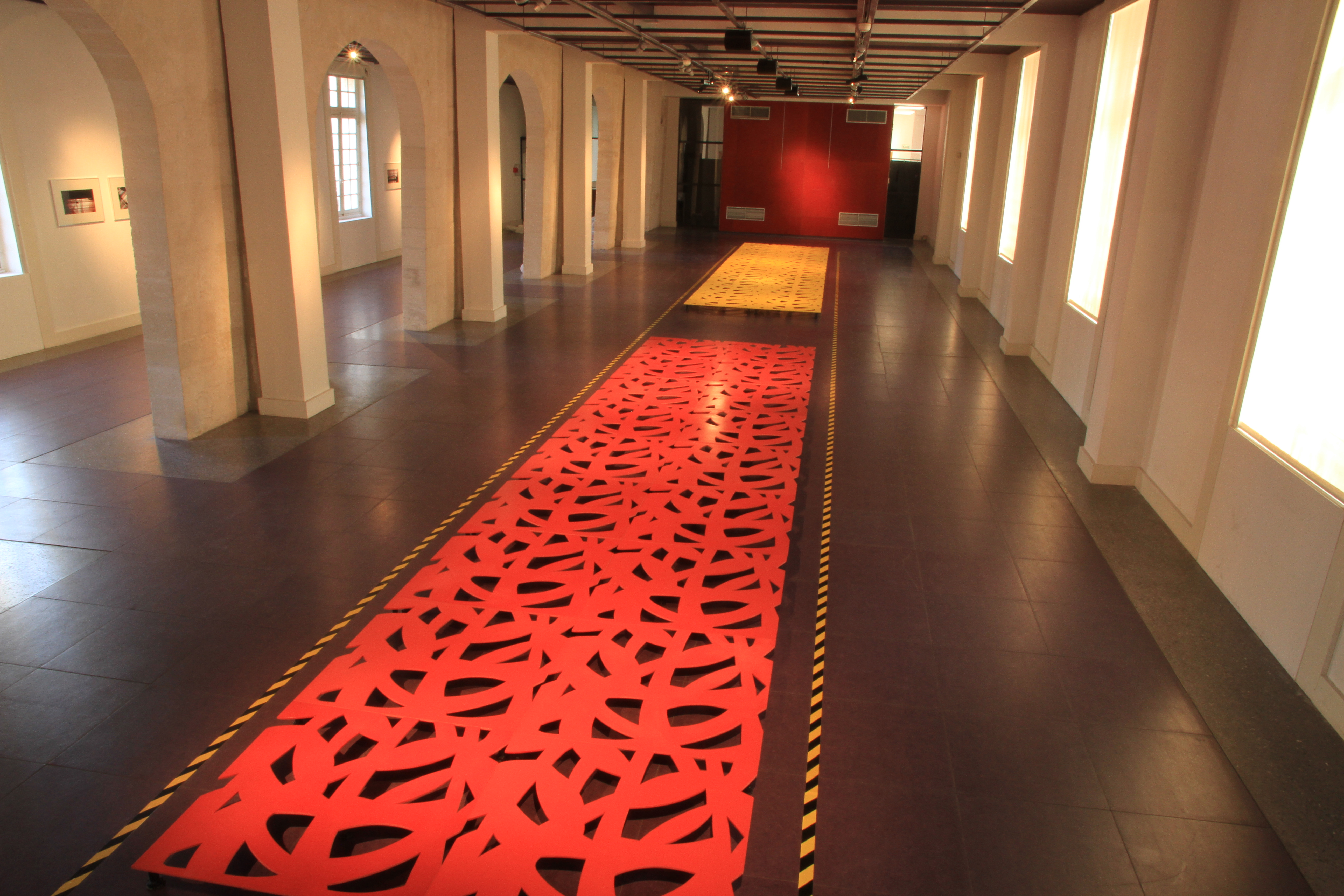

### La photographie
En 2012, le musée d'art et d'archéologie d'Aurillac avec le soutien du ministère de la culture, a produit la série Artefact, série mettant en perspective le patrimoine contemporain et le regard singulier d’un artiste. La photographie s’inscrit dans le prolongement du travail plastique d’Éric Vassal en s’attachant au dialogue avec l'espace ou bien en résonance avec l’histoire des arts comme les séries Dagyde ou Agnosis. 

### La vidéo

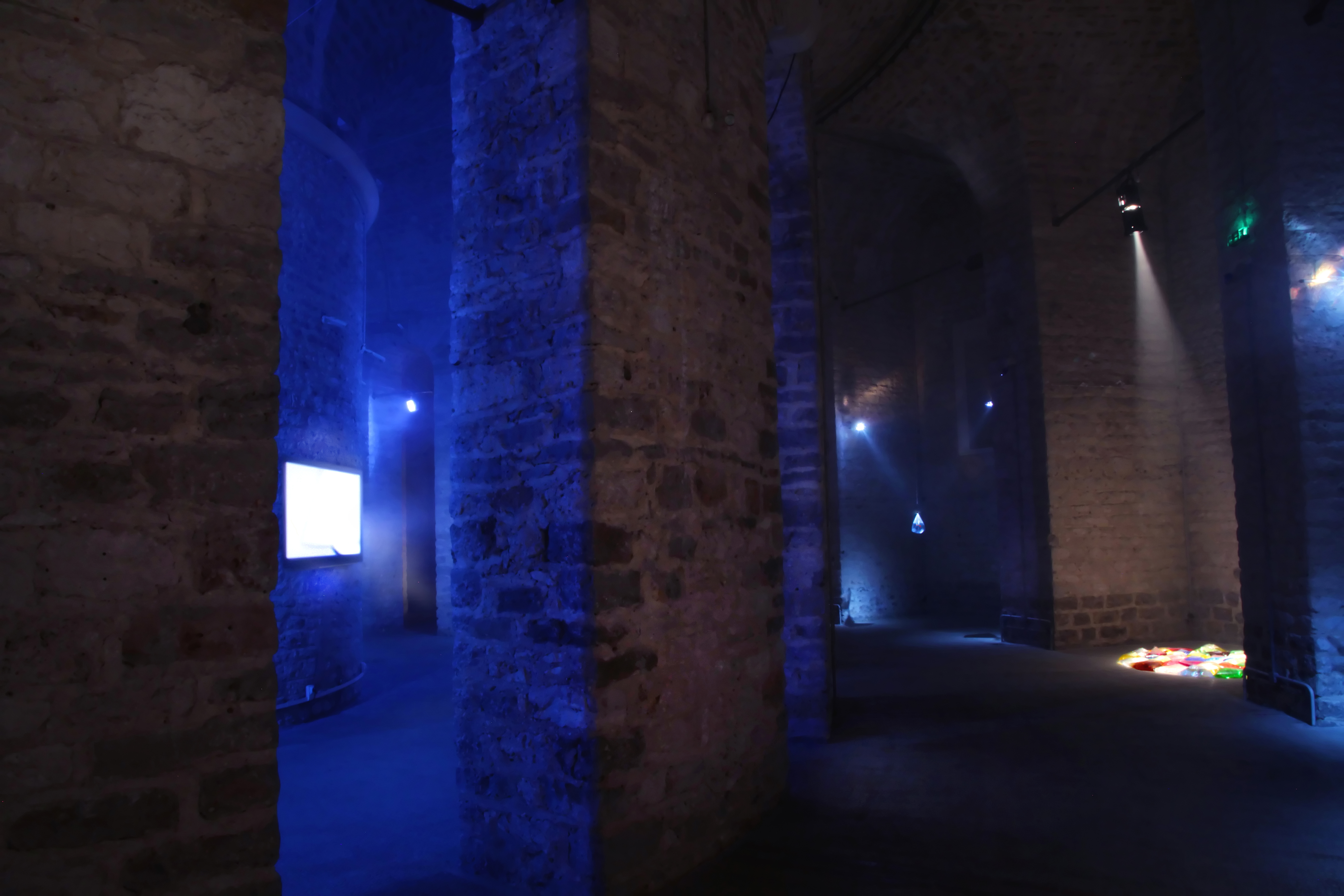
Château d'eau de Bourges. Exposition Éric Vassal Aqua-Rêver. 2012.

Plusieurs vidéos ont été réalisées en dialogue avec de nombreuses installations comme in situ Fluctuat pour le château d'eau de Bourges ou la vidéo Marcheur produite par la Mission départementale de la culture de l’Aveyron à la galerie Sainte-Catherine de Rodez.                

## Catalogues (expositions personnelles)
2012 : Artefact, Musée d'art et d'archéologie d'Aurillac. Texte Éric Vassal.
2011 : Nature contemporaine, Musée de la vallée de la Creuse. Texte Éric Vassal.
2008 : Déploiement, Maison Henri IV. Texte Stanislas Braquier.
2007 : Contrepoint, Abbaye / Musée des Beaux-Arts de Bernay 2007. Texte de A. Desroseaux, D. Campagnolle, Y. Thomas.  
2006 : Éric Vassal /arts itinérance, Hôtel du Département d’Eure & Loir. Texte de J.C Lethiers, Alberic de Montgolfier, Eleonore  Applefield.
2005 : 3  dimensions, Centre d’Art Contemporain Nicolas Pomel. Texte d’Eleonore Applefield, Mireille Batut d’Haussy.
2002 : La dialectique Informelle, Centre d’Art Contemporain en l’Ile, Genève.
1998 : Anamnèse, Galerie AMG, Paris. Texte de Renaud Blankert, Éric Vassal...